# Phanacis
Phanacis är ett släkte av steklar som beskrevs av Förster 1860. Phanacis ingår i familjen gallsteklar.
Kladogram enligt Catalogue of Life och Dyntaxa:
| Phanacis | \| \| Phanacis centaureae \| \| \| \| \| \| Phanacis hypochoeridis \| \| \| \| \| \| Phanacis pilicornis \| \| \| \| \| \| Phanacis taraxaci \| \| \| \| |
|          | \| \| Phanacis centaureae \| \| \| \| \| \| Phanacis hypochoeridis \| \| \| \| \| \| Phanacis pilicornis \| \| \| \| \| \| Phanacis taraxaci \| \| \| \| |
|          | Phanacis centaureae |
|          | |
|          | Phanacis hypochoeridis |
|          | |
|          | Phanacis pilicornis |
|          | |
|          | Phanacis taraxaci |
|          | |